# Deutsche Sportökonomie Arena

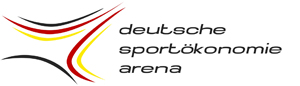
Das offizielle Logo der Deutschen Sportökonomie Arena.

Die Deutsche Sportökonomie Arena, die fünf Jahre unter dem Namen Bayreuther Sportökonomiekongress firmierte, ist mit rund 600 Führungskräften von heute und morgen eine der größten und bekanntesten Sportmanagementkonferenzen Deutschlands.
Auf der zweitägigen Veranstaltung, welche im 2-Jahres-Rhythmus auf dem Campus der Universität Bayreuth stattfindet, lässt sich eine Vielzahl an renommierten Referenten aus Sport, Management und Wissenschaft finden. Die Organisation wird ehrenamtlich von Bayreuther Sportstudenten übernommen. Die Vorträge, Interviews und Podiumsdiskussionen werden von einem attraktiven Rahmenprogramm begleitet. Hierzu zählen unter anderem die Aussteller- und Sponsorenmesse sowie Workshops für Studenten.

## Geschichte
Der erste Bayreuther Sportökonomiekongress wurde im Jahr 2003 von Klaus Zieschang am Lehrstuhl Sportwissenschaft I der Universität Bayreuth ins Leben gerufen.
Der im zweijährigen Turnus stattfindende Kongress bildete die Verbindung zwischen universitärer Lehre und Forschung im Bereich des Sports und der Wirtschaft mit aktuellen und zukunftsbezogenen Themen der Praxis. Der Kongress wurde vor allem für Studenten, Absolventen und Berufserfahrene entwickelt, um in geistigen Austausch zu treten und gemeinsam neue Ideen zu gewinnen.

## Ziel und Konzept des Kongresses
Das Ziel der Deutschen Sportökonomie Arena ist es eine Plattform für einen regen Wissensaustausch von Theorie und Praxis in den Bereichen Sport, Wissenschaft und Wirtschaft zu bieten. Der Schwerpunkt wird durch das jeweilige Kongressthema bestimmt, das aktuelle und zukünftige gesellschaftliche Themen in verschiedenen Vorträgen und Podiumsdiskussionen aufgreift.
Zentraler Leitgedanke ist hierbei, sein Wissen und Erfahrungen mit anderen Akteuren des Sportmarktes zu teilen und auszutauschen, um somit gemeinsam neue Ideen und Zukunftsperspektiven zu entwickeln.
Das Sportbusiness ist geprägt durch die Kooperenz der unterschiedlichen Anspruchsgruppen. Neben Sportlern und Managern, findet man auch Eventplaner, Vermarkter, Mediale Kommunikatoren und andere Akteure im Sportbusiness. Dargestellt werden einzelne Sichtweise, aber auch Schnittstellen und Verknüpfungspunkte zwischen ihnen.

## Chronik

### Erster Sportökonomiekongress
Der erste Bayreuther Sportökonomie Kongress fand am 20. und 21. Juni 2003 statt. (Kongresspräsident: Klaus Zieschang)
Themen:
- Salary-Cap im Europäischen Profifußball
- "Alternative" Finanzierungsformen für Profifußballclubs
- Fußball in Deutschland
- Lizenzierungsverfahren im deutschen Profifußball
- Vermarktung und Sponsoring von Profifußballclubs
- Konfliktpotentiale im B2B zwischen Clubs, Vermarktern, Sponsoren, Medien und der Liga

Referenten (u. a.):
- Rolf Beißwanger, Vice President Global Sponsoring, Siemens AG
- Jürgen L. Born, Vorstandsvorsitzender, SV Werder Bremen
- Peter Heermann, Lehrstuhlinhaber für Zivilrecht VI, Universität Bayreuth
- Marco Klewenhagen, Geschäftsführender Chefredakteur, SPONSORs
- Oliver Leki, Kaufmännischer Leiter, 1. FC Köln
- Stefan Ludwig, Senior Sports Business Consultant, Deloitte & Touche Sport
- Gerhard Mayer-Vorfelder, DFB-Präsident, Deutscher Fußball-Bund

Moderatoren:
Martin Stopper, Dozent für Wirtschafts- und Sportrecht, Universität Kaiserslautern Stefan Ludwig, Deloitte & Touche Sport; Marco Klewenhagen, Chefredakteur Sponsors Simon Trägner, Senior Consultant akzio!; WP/StB Alfred Thyll, Partner Deloitte & Touche

### Zweiter Sportökonomiekongress
Der zweite Bayreuther Sportökonomie Kongress fand am 2. und 3. Juni 2005 statt. (Kongresspräsident: Klaus Zieschang)
Themen:
- Von der Ausschreibung bis zur Durchführung der FIFA-WM 2006
- Medien und FIFA-WM 2006
- Die FIFA-WM 2006 – Spannungsfeld zwischen nationalen und regionalen Ansprüchen?
- Marketing und FIFA-WM 2006
- Chancen und Risiken durch die FIFA-WM 2006

Referenten (u. a.):
- Fedor H. Radmann, Berater des OK FIFA-WM 2006, Koordinator der WM-Bewerbung Deutschlands
- Günter Weigl, Director Football Global Marketing adidas Salomon AG
- Dominik A. Schmid, Executive Director Broadcast Operations der Infront Sports & Media AG
- Gregor Lentze, Geschäftsführer der FIFA Marketing & TV Deutschland GmbH
- Wolfgang Niersbach, Geschäftsführer Vizepräsident des OK FIFA-WM 2006
- Hagen Boßdorf, Sportkoordinator der ARD

### Dritter Sportökonomiekongress
Der dritte Bayreuther Sportökonomie Kongress fand am 8. Mai und 16. Juni 2007 statt. (Kongresspräsident: H. Ruppert, Schirmherrschaft: M. Hohl)
Themen:
- Professionelles Vereinsmanagement
- Professionelles Vereinsmanagement
- Sport und mediale Vermarktung; Sporttourismus - Chancen und Risiken für die Tourismusindustrie
- Neue Medien als Kommunikationsinstrument
- Professionelle Zielgruppenansprache im Sportsponsoring

Referenten (u. a.):
- Hr. Reiner Calmund, Ex-Manager Bayer 04 Leverkusen und Fußball-TV-Experte
- Hr. F. A. Dassler / S. Pastowski, adidas AG
- Hr. M. Abele, Betriebsgesellschaft der SAP ARENA Mannheim
- Hr. R. Müller von Vultejus, Sportfive
- Stephan Schröder, SPORT+MARKT AG
- Thomas Medau, Head of E-Commerce & Sports Cooperations, Premiere Fernsehen GmbH & Co. KG
- Don Getz, University of Calgary

Moderatoren:
K. Zieschang, M. Martin, H. Woratschek, P. W. Heermann und H. Böhler

### Vierter Sportökonomiekongress
Der vierte Bayreuther Sportökonomie Kongress fand am 8. Mai 2009 statt. (Kongresspräsident: Walter Brehm,
Schirmherrschaft: Rüdiger Bormann)
Themen:
- Vermarktung von Fitnesstrends
- Konzepte für das Fitnessstudio der Zukunft
- Nordic Walking: ein boomender Fitnesstrend
- Fitnesstrends im Leistungssport
- Der Fitnessmarkt im Wandel

Referenten (u. a.):
- Christoph Breuer
- Paul Underberg -
- Pia Pauly
- Niels Gronau
- Reinhard Klante
- Wend-Uwe Boeckh-Behrens -Belastungssteuerung

Moderation:
Walter Brehm, Schmidt

### Fünfter Sportökonomiekongress
Der fünfte Bayreuther Sportökonomiekongress fand am 30. Juni bis 2. Juli 2011 statt. (Kongresspräsident: Herbert Woratschek)
Themen:
- FC Bayern München - Sportbusiness aus der Perspektive verschiedener Akteure im Fußball
- Megaevents 360° - Sportbusiness aus der Perspektive der Eventmanager
- 25 Jahre Sportökonomie
- Sport und Marke - Sportbusiness aus der Perspektive der Markenmanager
- Sportlervermarktung - Sportbusiness aus der Perspektive der Sportler und Vermarkter Sportvermarktung und Medien-Sportbusiness aus der Perspektive verschiedener Akteure im Medienmarkt
- Around The World - Sportbusiness aus der Perspektive international agierender Manager

Referenten (u. a.):
- Axel Achten, Geschäftsführer Deutsche Sport-Marketing GmbH
- René Beck, Marketing Manager Beko Basketball-Bundesliga
- Rolf Beisswanger, Geschäftsführer beisswanger consulting
- Karsten Bentlage, Chief Growth Officer McCann Erickson GmbH
- Denise Boller, Spitzensportlerin und amtierende Weltmeisterin im Kunstradfahren
- Martin-Peter Büch, Vorsitzender Arbeitskreis Sportökonomie e.V.

### Erste Deutsche Sportökonomie Arena
Die Deutsche Sportökonomie Arena findet erstmals am 20. und 21. Juni 2013 statt. (Kongresspräsident: Andreas Hohmann)
Themen:
- Strategien der Sportmedien von Morgen
- Moderne Sportberichterstattung
- Fußball-Bundesliga
- Sportsponsoring aus Sicht der Sponsoren
- Innovationen und Trends von Morgen
- Nachhaltige Sport- und Eventstättenplanung
- Spurenwechsel – Oliver Kahns Karriere nach dem Profifußball

Referenten (u. a.):
- Michael Groß, Unternehmer und zweifacher Olympiasieger
- Florian Zitzsperger, Leiter Sportmarketing AUDI AG
- Marcel Reif, Chef-Kommentator Sky
- Oliver Kahn, Champions-League-Sieger und mehrfacher Welttorhüter
- Christian Seifert, Vorsitzender der Geschäftsführung der DFL
- Roman Steuer, Senior Vice President, Sky Sport News HD
- Christian Danner, Rennfahrer und Formel-1